# Divinité
Cet article concerne du concept de divinité. Pour Dieu (nom propre) dans les monothéismes, voir Dieu.
Pour les articles homonymes, voir Déité et Déesse.

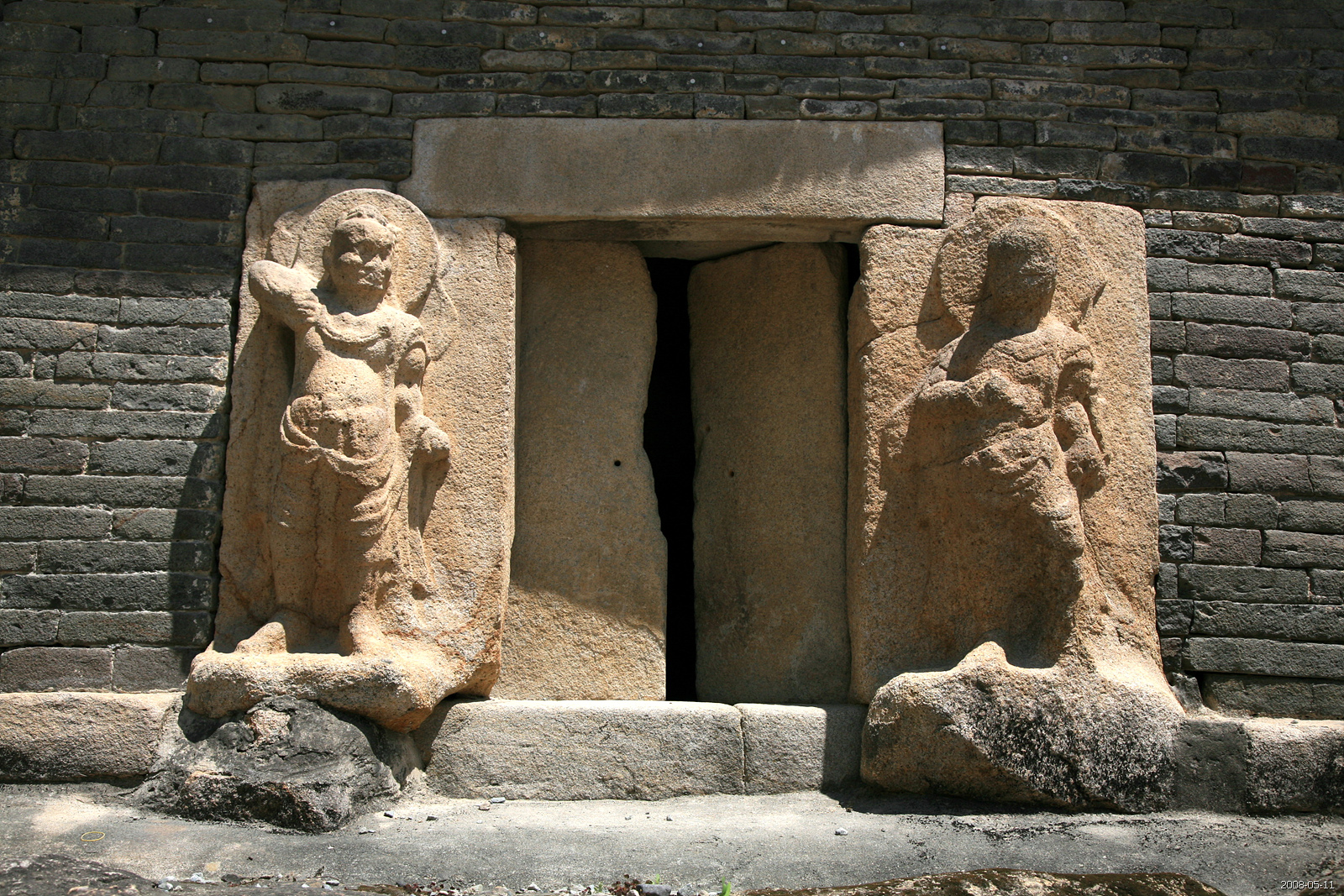
Dieux protecteurs sculptés de part et d'autre du pas de la porte (Gyeongju, Nord de la province de Gyeongsang, Corée-du-Sud).

Une divinité, une déité ou un dieu (au féminin : déesse), est un être supra naturel, objet de déférence dans différentes religions. Le mot « divinité » est également utilisé pour désigner l'essence de ces mêmes entités, ou la qualité de quelque chose de suprême ou de divin.

## Étymologie
Le mot français « dieu » vient du latin deus, lié aux mots dies (jour), et diluvium (ciel ouvert) ; il est apparenté au sanskrit div et diu (ciel, jour et luminosité).

## Religions monothéistes
Dans les religions monothéistes, il n'existe qu'un seul dieu. Le mot Dieu devient alors un nom propre, qui prend une majuscule et désigne l'entité suprême, unique, immatérielle, transcendante, universelle et créatrice unique de toutes choses.

« Je crois en un seul Dieu, Père tout-puissant, Créateur de toutes choses visibles et invisibles »

— Symbole de Nicée

« Écoute, Israël ! l'Éternel, notre Dieu, est le seul Éternel »

— Deutéronome

« J'atteste qu'il n'y a pas d'autre divinité qui mérite d'être adoré si ce n'est Allah et que Mohammed est son envoyé. »

— Chahada

## Religions polythéistes
Les religions polythéistes envisagent l’existence de divinités (dieux ou déités) qui entretiennent entre elles des relations plus ou moins structurées et dont les influences sur le monde des mortels sont variées.

## Divinités occidentales

### Néoplatonisme
Chez les philosophes néoplatoniciens, la théologie devient complexe, surtout avec Syrianos (vers 435) et Proclos. Selon Proclos (Commentaire du Parménide, VI, 1061-1063), Syrianos a été le seul à découvrir le principe de l'interprétation de Parménide de Platon, selon lequel tout ce qui est nié dans la première hypothèse est affirmé dans la deuxième et détermine les ordres divins qui procèdent de l'Un. Dans la première hypothèse, l'Un est affirmé, dans la seconde les dieux subordonnés à l'Un. Il aurait décomposé la seconde hypothèse du Parménide de Platon en quatorze parties correspondant à la procession de tous les degrés de l'être : les trois triades des dieux intelligibles (= l'être), les trois triades des dieux intelligibles-intellectifs (= la vie), les deux triades des dieux intellectifs (= l'intellect), la septième divinité (= la séparation des dieux supérieurs avec les dieux du monde) ; les dieux hypercosmiques (= les chefs), les dieux hypercosmiques-encosmiques (= les dieux détachés du monde), les dieux encosmiques (= les dieux célestes et sublunaires), les âmes universelles, et enfin les êtres supérieurs (anges, démons et héros).
Dans son Commentaire sur le Timée, Proclos admet neuf niveaux de réalité : Un, être, vie, esprit, raison, animaux, plantes, êtres animés, matière première. Il pose une hiérarchie des dieux en neuf degrés :
1. l'Un, premier dieu ;
2. les hénades ;
3. les dieux intelligibles ;
4. les dieux intelligibles-intellectifs ;
5. les dieux intellectifs ;
6. les dieux hypercosmiques ;
7. les dieux encosmiques ;
8. les âmes universelles ;
9. les anges, démons, héros.

« Je prie les dieux intelligibles de m'accorder un intellect parfait ; les dieux intellectifs, une puissance élévatrice ; les dieux chefs de l'univers, qui sont au-delà du ciel, une activité détachée et séparée des connaissances matérielles ; les dieux qui ont reçu en lot le monde, une vie ailée ; les chœurs angéliques, une révélation véridique des choses divines ; les bons démons, la plénitude de l'inspiration venant des dieux ; et enfin les héros, un état d'âme magnanime, grave et sublime ».

### Wicca
Le mouvement néopaganiste Wicca (première moitié du XXe siècle) est dualiste, mais la Déesse, figure principale, est parfois adorée seule comme dans la Wicca dianique. Toutefois, la plupart des wiccans croient en une double déité représentée par une Grande déesse et un Dieu cornu considérés comme des polarités complémentaires et l'incarnation des forces de la nature. La Grande déesse est la mère et l'épouse du Dieu cornu. Elle l'engendre et l'épouse annuellement avant qu'il ne meure à Samhain, en référence aux croyances celtes. Elle est la Terre, source de toute vie, il est le Ciel fécondant. Cette déesse peut être appelée de tous les noms connus de déesses, de même le Dieu Cornu porte de multiples épithètes empruntées aux diverses mythologies. Selon Stéphane François, la Wicca « renvoie à un discours écolo-panthéiste de nature universaliste et à un paganisme créé de toutes pièces ».
La Wicca dianique appelée aussi « sorcellerie dianique » est fondée par Zsuzsanna Budapest des années 1960, en lien avec les mouvements féministes. Selon Falcon River, elle est pratiquée dans des groupes exclusivement féminins.

### Divinités orientales

#### Hindouisme
Dans l'hindouisme, certaines divinités sont considérées comme des émanations (ou avatars) d’autres dieux, ou d’une divinité primordiale unique.

#### Bouddhisme
Dans le bouddhisme, les divinités, ou devas sont des êtres dotés de conditions de vie extrêmement favorables (longévité, puissance, jouissances, etc.) acquises par leurs mérites antérieurs. Cependant même s'ils n'épuisent pas tout leur karma personnel, ils se retrouvent dans la même situation que tous les êtres des « six domaines d'existence » et doivent encore renaître selon leurs mérites. Leur statut est donc équivalent à celui des êtres humains.
Leur condition est à double tranchant puisque : 1) leurs facultés peuvent renforcer le sens de leur valeur personnelle et 2) la facilité de leur vie leur fait négliger des enjeux supérieurs. Orgueil et inconscience, ce sont là deux obstacles à la recherche de l'Éveil bouddhiste et à la génération de l'esprit d'Éveil (Bodhicitta). Cependant, des Bouddhas surviennent aussi dans le domaine divin, et certains dévas, tels que Shiva, sont dits s'être « convertis ». Ils peuvent être devenus Bodhisattvas, et c'est à cette condition seulement qu'on pourra leur accorder une quelconque dévotion.
Dans ce sens la condition humaine est la plus favorable à l'Éveil, puisqu'elle se tient au juste milieu des conditions extrêmes d'aisance divine et d'accablement infernal. C'est pourquoi on dit que même les dieux doivent passer par notre condition pour accéder à la Bouddhéité.
D'autre part le Bouddha historique, appelé Shakyamuni, n'est pas confondu avec Dieu au sens occidental, ni les divers Bouddhas confondus avec des dieux éternels, au sens gréco-romain.

### Bases de données et notices
- Ressource relative aux beaux-arts :   - Sandrart.net
- Ressource relative à la recherche :   - JSTOR
- Ressource relative à la musique :   - Discogs
- Notices dans des dictionnaires ou encyclopédies généralistes :   - Britannica
  - Universalis
- Notices d'autorité :   - BnF (données)
  - LCCN
  - GND
  - Espagne
  - Israël
  - Tchéquie
  - Lettonie